# Noegus niveogularis
Noegus niveogularis är en spindelart som beskrevs av Simon 1900. Noegus niveogularis ingår i släktet Noegus och familjen hoppspindlar. Inga underarter finns listade i Catalogue of Life.